# Heinrich Wieschebrink
Heinrich Wieschebrink (* 25. Oktober 1852 in Düsseldorf; † 29. September 1885 in Kassel) war ein deutscher Genre- und Porträtmaler der Düsseldorfer Schule.

## Leben
Wieschebrink, Sohn des Düsseldorfer Genremalers Franz Wieschebrink, studierte in den Jahren 1871 bis 1875 ebenfalls Malerei an der Kunstakademie Düsseldorf. Ab dem 14. August 1871 war dort der Historien- und Porträtmaler Julius Roeting sein Lehrer. 1872 bis 1873 besuchte er die Architekturklasse von Wilhelm Lotz. 1874 bis 1875 nahm er Unterricht bei dem Porträtmaler Karl Rudolf Sohn. Von 1877 bis 1885 war er Mitglied des Künstlervereins Malkasten. 1882 erhielten Wieschebrink, Louis Kolitz, Hermann Knackfuß und Joseph Scheurenberg gemeinsam mit dem Architekten Hugo Schneider den Auftrag zur Ausgestaltung des Treppenhauses im Gerichtsflügel des neuen Kasseler Regierungs- und Justizgebäudes. Eine Professorenstelle der Kunstakademie Kassel, auf die er 1885 berufen worden war, konnte er infolge seines Todes nicht mehr antreten.

## Werke (Auswahl)
- Prosit, 1873
- Allein zuhause, 1874
- Der Hausonkel, 1874
- Am Opferkasten, 1875
- Hausandacht, 1876
- Ave Maria, 1879
- Kircheninneres mit alter Frau, Kassel 1881
- Bildnis einer alten Dame